# Rogier Verbeek

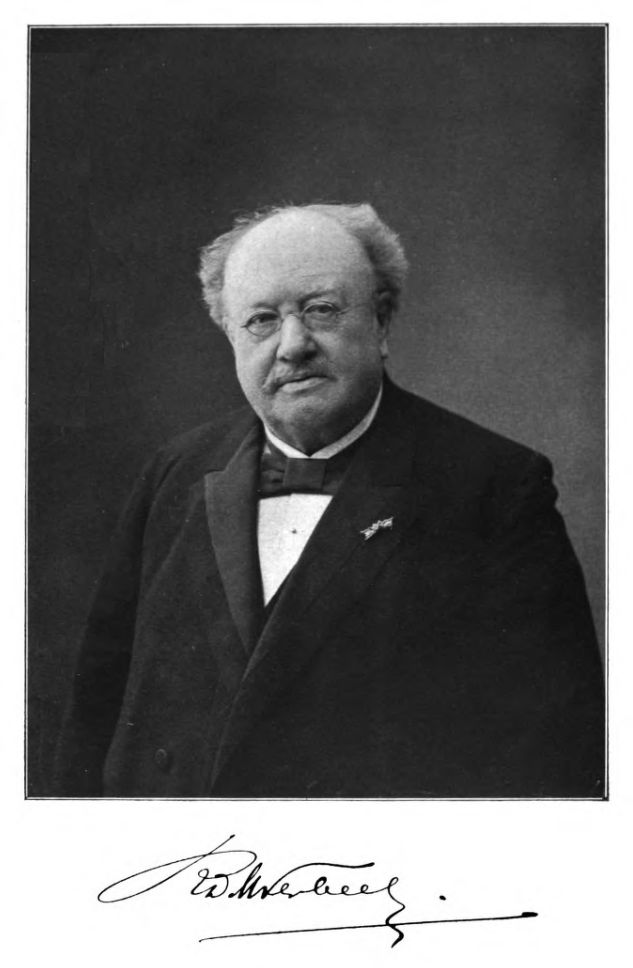
Rogier Verbeek

Rogier Diederik Marius Verbeek (1845 - 1926) was een Nederlands geoloog en aardwetenschapper.
"Krakatau", in 1884 en 1885 uitgegeven op last van de Gouverneur-Generaal van Nederlandsch Indië, is het bekendste werk van deze internationaal geroemde geoloog. Het gaat over de uitbarsting van de vulkaan Krakatau in 1883 en bracht de vulkanologie in een wetenschappelijke stroomversnelling. De tekeningen in het boek zijn vervaardigd door J.G. de Groot uit Brussel.
In de twee jaar voor deze uitbarsting had Verbeek juist een onderzoek in het gebied gedaan. Wonende te Buitenzorg op Java, was hij bovendien directe getuige daarvan. In de verfilming van deze ramp, Krakatoa: The Last Days uit 2006, is hij de hoofdpersoon.
Enkele andere titels van zijn hand zijn:
- Topographische en geologische Beschrijving van een Deel van Sumatra's Westkust, Batavia, 1883.
- Geologische beschrijving van Java en Madoera, Amsterdam, 1896. Samen met Reinder Fennema, in opdracht van de Gouverneur-Generaal.
- De eilanden Alor en Pantar, residentie Timor en onderhoorigheden, Amsterdam, 1914, namens het Koninklijk Nederlands Aardrijkskundig Genootschap.
- De vulkanische erupties in Oost-Java in het laatst der 16de eeuw, Verhandelingen van het Genootschap, 1925.

In 1909 verkreeg hij een eredoctoraat van de Technische Universiteit Delft. Hij was erelid van het Koninklijk Nederlands Geologisch Mijnbouwkundig Genootschap. Tevens lid van de Maatschappij der Nederlandsche Letterkunde.
Een neef heette dr. ir. Reinier D. Verbeek en was ook geoloog. Hun karakters en opvattingen waren echter voldoende verschillend om ze ook nu nog uit elkaar te houden.